# Choloy-Ménillot
Choloy-Ménillot é uma comuna francesa na região administrativa de Grande Leste, no departamento de Meurthe-et-Moselle. Estende-se por uma área de 11,95 km². Em 2010 a comuna tinha 734 habitantes (densidade: 61,4 hab./km²).